# Малое Святое семейство
«Малое святое семейство» — картина, выполненная в мастерской итальянского художника эпохи Возрождения Рафаэля, известная как работа Рафаэля. Изображает Деву Марию с Христом и святую Елизавету с младенцем Иоанном Крестителем в ландшафте. Считается работой Джулио Романо.
Картина названа «малой» в Лувре, чтобы отличить от «большой» — «Святого семейства Франциска I», которая также хранится в этом музее.

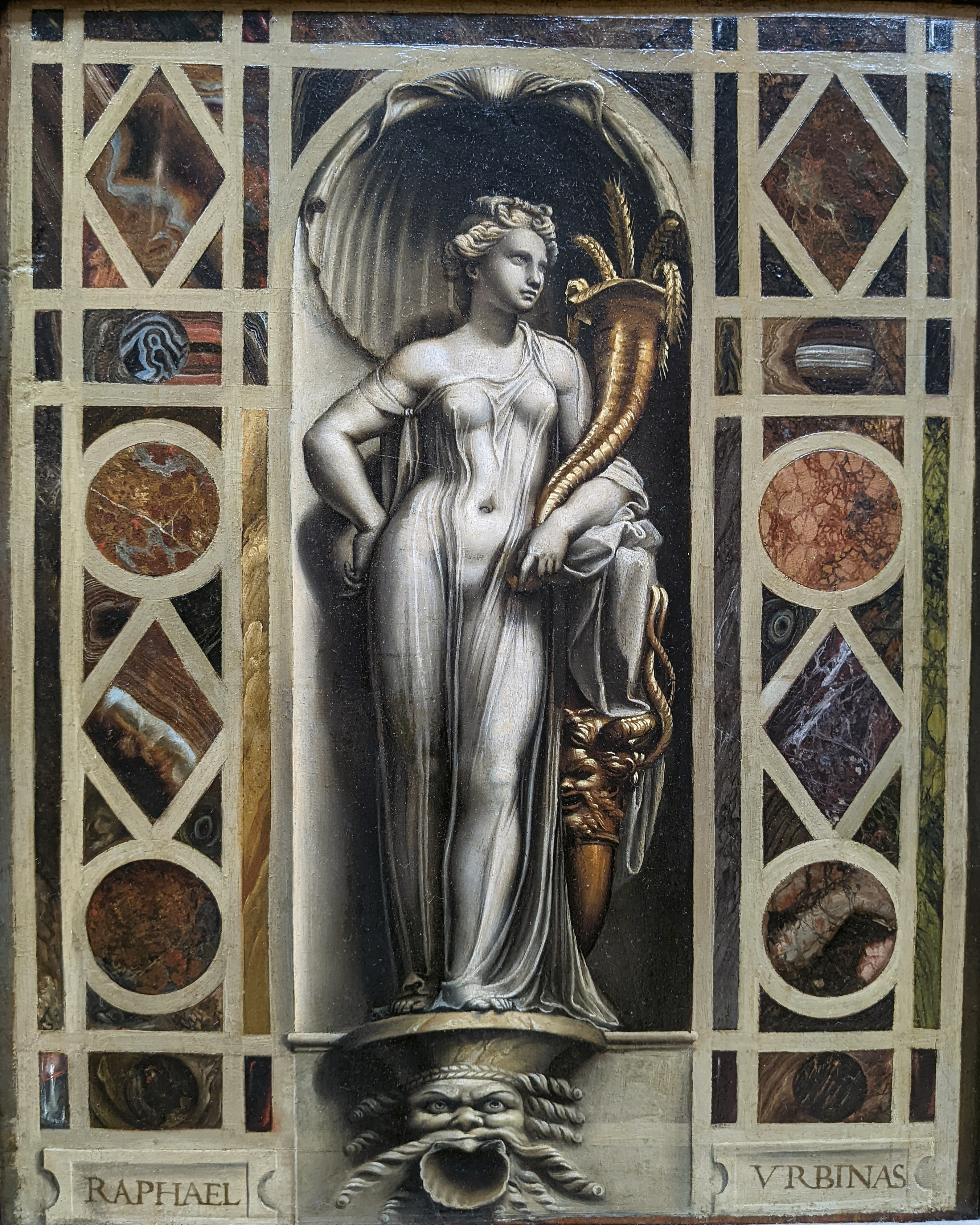
«Церера»

Согласно традиции, записанной в XVII веке французским хронистом Андре Фелибьеном (фр. André Félibien), картины «Малое святое семейство» и «Церера» якобы были подарены Рафаэлем в 1519 году Адриену Гуффьеру (фр. Adrien Gouffier de Boissy), легату папы Льва Х во Франции, в качестве вознаграждения за содействие его интересам в отношениях с королём Франции.
Теперь принято считать, что обе картины и подготовительный рисунок, который находится в Виндзорском замке (Королевская коллекция), были выполнены Джулио Романо.